# Ferdinand Thegerström
Karl Ferdinand Thegerström, född den 20 juli 1826 i Stockholm, död den 23 maj 1910 i Täby socken, Stockholms län, var en svensk skådespelare, gift med Mathilda Thegerström, farbror till Robert Thegerström, syssling till Hilda Thegerström.

## Biografi

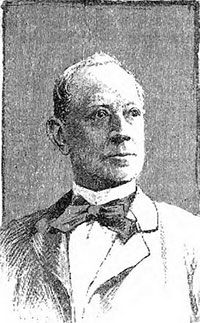
Ferdinand Thegerström
Teckning av Vicke Andrén.

Thegerström var 1846–54 anställd vid den då under Ulrik Torsslows ledning stående Mindre teatern och 1854–71 vid Södra teatern samt tillhörde 1871–88 Kungliga teatrarna och 1888–98 Dramatiska teatern. 1888–91 var han medlem av styrelsen för den association, som då övertog denna anstalt. 
Vid Södra teatern utförde Thegerström bland annat en rad burleska operettpartier (Dung-ka-chin i "Theblomma", Pietro i "Frihetsbröderna", General Brum i "Storhertiginnan af Gerolstein", Cabriolo i "Prinsessan af Trapezunt" med flera), överallt med naturlig inlevelse och slående karakteriseringsförmåga. 
På Dramatiska teaterns scen framstod han som en tänkande och samvetsgrann karaktärsskådespelare. Han fann individuella uttryck för det hjärtegoda under en sträv yta såväl som för det kallt myndiga. 
Till hans bästa roller hörde spetsboven Autolycus i "En vintersaga" (en dristig buffaprestation), Aslaksen i "De ungas förbund", Doktor Stockman i "En folkets fiende", Pontus Bark i "Sanna kvinnor", Månsson i "Bertha Malm", Jemmerling i "Advokaten Knifving", Brissot i "Denise" och gamle Heinecke i "Ära". 
Han var ett mönster av plikttrohet i arbetet och under 1880-talet en verklig stöttepelare för sin teater. Dessutom förvärvade han sig djupa kunskaper i botanik och ägde som svampkännare anseende bland vetenskapsmän.

## Teater

### Roller (ej komplett)
| År   | Roll                                          | Produktion                                                       | Regi           | Teater                      |
| ---- | --------------------------------------------- | ---------------------------------------------------------------- | -------------- | --------------------------- |
| 1865 | Menelaus                                      | Sköna Helena Jacques Offenbach, Henri Meilhac och Ludovic Halévy |                | Södra Teatern               |
| 1872 | Guvernören på Towern                          | Konung Richard den Tredje William Shakespeare                    |                | Kungliga Dramatiska Teatern |
| 1873 | Jan Erson, bonde                              | Vid riksgränsen Frans Hedberg                                    |                | Kungliga Dramatiska Teatern |
| 1875 | En gammal herre                               | Hedern och penningen François Ponsard                            |                | Kungliga Dramatiska Teatern |
| 1876 | Lucius Opimius, ledare för Senatspartiet      | Cajus Gracchus Adolf von Wilbrandt                               |                | Kungliga Dramatiska Teatern |
| 1876 | Prosten Ewald                                 | Pastorsadjunkten Anne Charlotte Leffler                          |                | Kungliga Dramatiska Teatern |
| 1885 | Baronen                                       | Ambrosius Chr. K.F. Molbech                                      | Victor Hartman | Kungliga Dramatiska Teatern |
| 1887 | Rektor Kroll                                  | Rosmersholm Henrik Ibsen                                         |                | Kungliga Dramatiska Teatern |
| 1890 | Ammos Fedorovitsch Lapkin-Tapkin, kretsdomare | Revisorn (Ревизо́р, Revizór) Nikolaj Gogol                        |                | Dramatiska Teatern          |

### Fotnoter
1. ↑  ”Teater”. Dagens Nyheter:  s. 2. 13 maj 1865. http://arkivet.dn.se/arkivet/tidning/1865-05-13/111/2. Läst 25 augusti 2015.
2. ↑  ”Teaterannons”. Dagens Nyheter:  s. 3. 6 november 1875. http://arkivet.dn.se/arkivet/tidning/1875-11-06/3306/3. Läst 31 juli 2015.
3. ↑  ”Teaterannons”. Dagens Nyheter:  s. 3. 29 september 1876. http://arkivet.dn.se/arkivet/tidning/1876-09-29/3578/3. Läst 15 augusti 2015.
4. ↑  ”Spektakler”. Stockholms Dagblad:  s. 2. 20 oktober 1885. https://tidningar.kb.se/xg8pkvl83v0skmr/part/1/page/2.
5. ↑  ”K. Dramatiska teatern”. Affischen:  s. 2. 20 april 1890. https://tidningar.kb.se/3kxdlgq71lvdc6ng/part/1/page/2. Läst 18 maj 2024.